# János Becsey
János Becsey (Budapest, 2 de febrero de 1968) es un deportista húngaro que compitió en natación adaptada. Ganó cinco medallas en los Juegos Paralímpicos de Verano entre los años 1988 y 2000.

## Palmarés internacional
| Juegos Paralímpicos | Juegos Paralímpicos  | Juegos Paralímpicos | Juegos Paralímpicos |
| Año                 | Lugar                | Medalla             | Prueba              |
| ------------------- | -------------------- | ------------------- | ------------------- |
| 1988                | Seúl (Corea del Sur) | Medalla de bronce   | 200 m estilos C8    |
| 1992                | Barcelona (España)   | Medalla de oro      | 50 m libre S7       |
| 1992                | Barcelona (España)   | Medalla de oro      | 100 m libre S7      |
| 1992                | Barcelona (España)   | Medalla de bronce   | 100 m braza SB7     |
| 2000                | Sídney (Australia)   | Medalla de plata    | 200 m estilos SM7   |